# Carlos Félix y Lugo
Carlos Félix y Lugo (Ciudad de México, 1 de marzo de 1930-Ciudad de México, 16 de febrero de 2007), fue un filósofo marxista, miembro del Partido Comunista Mexicano y maestro de la Facultad de Filosofía y Letras de la UNAM.

## Biografía
Nació en la Ciudad de México en 1930. Es nieto del general José Inocente Lugo.
Después de haber cursado los estudios del bachillerato en la Escuela Nacional Preparatoria ingresa a la carrera de Economía en la UNAM, disciplina que abandona pronto para estudiar la carrera de Filosofía en la Facultad de Filosofía y Letras.
Destacándose como un estudiante brillante y de ideas radicales, fue alumno de José Gaos, Luis Villoro, Eli de Gortari, entre otros.
Miembro del Partido Comunista Mexicano, participa en la huelga ferrocarrilera mexicana de 1959, en la huelga estudiantil de la Universidad Nicolaita de 1963 y es encarcelado en múltiples ocasiones por el crimen de "disolución social".
Fue miembro de la cédula Carlos Marx y es expulsado del PCM en el XIII Congreso.
Desde la década de los setenta, impartió clases en la Facultad de Filosofía y Letras de la UNAM.